# Immacolata Concezione di Maria a Grottarossa (titolo cardinalizio)
Immacolata Concezione di Maria a Grottarossa (in latino: Titulus Immaculatae Conceptionis Mariae ad Saxa Rubra) è un titolo cardinalizio istituito da papa Giovanni Paolo II il 3 maggio 1985 con la bolla pontificia Purpuratis Patribus. Il titolo insiste sulla chiesa di Santa Maria Immacolata a Grottarossa, la quale fu eretta canonicamente in parrocchia il 4 giugno 1937 e fu affidata al clero diocesano di Roma. Costruita nel 1935 per venire incontro alle esigenze spirituali dei lavoratori provenienti dalle regioni del Nord e del Centro Italia, sorge lungo la Via Flaminia, "ad Saxa Rubra", dove, nell'anno 312, avvenne la storica battaglia tra gli eserciti di Costantino I e Massenzio.
Dal 28 novembre 2020 il titolare è il cardinale Wilton Daniel Gregory, arcivescovo emerito di Washington.

## Titolari
- Henryk Roman Gulbinowicz (25 maggio 1985 - 16 novembre 2020 deceduto)
- Wilton Daniel Gregory, dal 28 novembre 2020